# Antonino di Milano
Antonino (... – Milano, 661) fu arcivescovo di Milano dal 660 al 661 ed è venerato come santo dalla chiesa cattolica.

## Biografia
Della vita di sant'Antonino non si hanno notizie significative. Secondo una tradizione durata almeno fino al XIX secolo, veniva presentato come membro della famiglia aristocratica milanese dei Fontana.
Di lui si sa che cercò di favorire la fusione tra gli abitanti della Lombardia ed i longobardi, persuadendo re Ariperto I, nipote di Teodolinda, a convertirsi alla fede cattolica.
Alla sua morte, con l'arrivo in città dei monaci cassinesi, che si stabiliranno nella chiesa di San Simpliciano, si apprenderà che il suo corpo (dalla morte nel 661) era stato deposto in questa chiesa e ivi venerato; successivamente san Carlo Borromeo da qui inizierà una solenne cerimonia di traslazione per meglio qualificare le sue sante spoglie.